# Inês Mourao
Inês Mourão (Lisboa, 1996) es una artista, comisaria, feminista y activista portuguesa. A los veinte años fundó el movimiento Nasty woman Portugal, y desde 2017 es responsable de comisariar la variante portuguesa de la (anual) Nasty Women Art Exhibition. Es diseñadora gráfica, firmando como BLK, pero también rapera, usando el alter ego BLINK.

## Trayectoria
Mourão realizó un máster en Educación artística de la Facultad de Bellas Artes de la Universidad de Lisboa (2018).
En 2016 fundó Nasty Women Portugal, un movimiento activista que combina arte y feminismo, con la misión de promover la igualdad y llamar la atención sobre temas importantes como la discriminación, el patriarcado, la desigualdad y el privilegio, entre otros.
El principal objetivo es la educación, creando un intercambio de perspectivas, experiencias, mundos y realidades que puedan ser comprendidas por todos. Una educación para la ciudadanía, para el pensamiento crítico y para la conciencia y tolerancia social.
Creado poco después del comentario de Donald Trump contra Hillary Clinton en el último debate presidencial de Estados Unidos, el movimiento global Nasty Women se fundó en Nueva York como un organismo de resistencia y solidaridad en torno a artistas que se identifican con la lucha por la dignidad y los derechos de las mujeres. La primera Nasty Women Exhibition tuvo lugar en enero de 2017 en Queens, Nueva York (Estados Unidos).
En Portugal, Mourão amplió la organización y creó un pequeño equipo de voluntarios, organizando tres ediciones de la Exposición de Arte Nasty Women en Lisboa, que reúne una amplia variedad de pinturas, fotografías e ilustraciones que están disponibles para su compra con el 100% de los ingresos a beneficio de la Asociación CRESCER, organización que promueve la intervención e inclusión comunitaria con personas en situación de vulnerabilidad. El equipo de voluntarios que trabajan en el evento es una mezcla nacional e internacional de hombres y mujeres de diversas razas y credos que respondieron a la solicitud de colaboración publicada en las páginas de Facebook e Instagram de Nasty Women Portugal.
La 1.ª edición de la exposición Nasty Women Art in Portugal tuvo lugar en febrero de 2017, en el EKA Palace, Calçada Dom Gastão, en Lisboa, con la participación de pintores, escultores, bailarines, y los DJs sets corrieron a cargo de Catxibi y EMAUZ. La 2.ª edición tuvo lugar en abril de 2018, en Anjos 70, un espacio multicultural en la Rua Regueirão dos Anjos, en Lisboa. En ese momento, Mourão fue invitada por el programa Domínio Público de Antena3 para hablar sobre el evento.
La 3.ª edición de Nasty Women Art tuvo lugar en marzo de 2019, en la Galería Monumental Campo dos Mártires da Pátria, en Lisboa, presentando como novedad las “Nasty Talks”, una serie de conversaciones y reflexiones organizadas por invitados como Queer IST -una Sección Autónoma de la Asociación de Estudiantes del Instituto Superior Técnico- y la Asociación CRESCER. Estos debates pretendían generar nuevos puntos de vista sobre el tema de esta edición - Privilegio - contemplando el concepto original e intrínseco del movimiento global. El evento también contó con actuaciones musicales de los DJ portugueses: Progressivu, Cumbadélica, Sonja, Bunny O'Williams, David Gonçalves, Bill Onair y Caroline Lethô. Además de las obras de artistas de varios rincones del mundo, también hubo una subasta con dos piezas originales del artista callejero Al Diaz.

## Obra
- 2017 - Comisaria de la exposición Nasty Women Art, 1.ª edición, 16 de febrero - 1 de marzo, Palacio EKA, Lisboa[3]
- 2018 - Comisaria de la exposición colectiva Nasty Women Art, 2.ª edición, 19 de abril - 5 de mayo, Anjos 70, Lisboa[11]
- 2019 - Comisaria de la exposición colectiva, Nasty Women Art, 3.ª edición, 8 de marzo - 10 de marzo, Galería Monumental, Lisboa[10]

## Reconocimientos
- Segundo Premio Verallia Design Awards en mayo de 2016[12]